# Elisabeth Brøndsted
Elisabeth Katrine Thalette Wigelsen Brøndsted (født 15. juli 1881 i Bording, død 6. maj 1948 i Aalborg) var dansk skolebestyrer af Elisabeth Brøndsteds Skole i Aalborg.

## Familie og opvækst
Elisabeth voksede op i et præstegårdsmiljø, hvor hun var den ældste af 11 børn. Hendes yngre brødre var højskoleforstander Holger Brøndsted og arkæolog Johannes Brøndsted. 

## Elisabeth Brøndsteds Skolen
I 1905 dimitterede Elisabeth fra Femmers Kvindeseminarium, hvorefter hun blev ansat ved Karen Kjærs Skole. Imens hun underviste som lærerinde læste hun videre og bestod i 1907 faglærereksamen i historie og religion. Elisabeth var glad for at arbejde ved Karen Kjærs Skole, hvor hun i 1912 blev forfremmet til forstanderinde.
I 1917 blev hun efter en tid overtalt til at flytte til Aalborg og overtag ledelsen af Aalborg højere Pigeskole. 
Elisabeth stillede høje krav til de øvrige lærer som mødte op til efteruddannelse et par gange om ugen for at høre hende tale om nye metoder og nye aktiviteter. Hun var foregangskvinde for en pædagogik der gik ud på at lave børnene komme til igennem gruppearbejde og elevoplæg. Hun introducerede nye fag på de ældste klassetrin som husholdning, biblioteksøvelse og kunstforståelse.
I 1934 besluttede Elisabeth at forsøge at åbne skolen for drenge og den nye fællesskole fik nu navnet Elisabeth Brøndsteds Skole.